# Электронный нос
Электронный нос — электронный прибор, предназначенный для определения запахов или привкусов.
За последнее десятилетие «электронные сенсорные» или «e-сенсорные» технологии претерпели серьезное развитие с технической и коммерческой точек зрения. Термин «электронный сенсор» означает способность воспроизводить человеческие чувства при использовании сенсорных массивов и соответствующих систем распознавания. Начиная с 1982 года проводились исследования по развитию технологии электронного носа, которая могла бы обнаруживать и распознавать запахи и привкусы. Этапы процесса распознавания аналогичны человеческому обонянию: выполняется идентификация, сравнение, количественное определение и другие процессы, включая хранение и поиск данных. Однако гедонистические оценки специфичны только для человеческого носа, поскольку связаны с субъективным мнением. Эти устройства прошли серьезное развитие и используются в промышленных целях.

## Другие технологии анализирования запахов
Во всех отраслях промышленности оценка запаха обычно производится либо анализатором человеческих сенсоров, либо хромосенсорами, либо при помощи газовой хроматографии. Последний метод дает информацию о летучих органических соединениях, но корреляция между аналитическим результатом и реальным восприятием запаха не является прямой из-за потенциального взаимодействия между несколькими компонентами запаха.
В детекторе запаха «Wasp Hound» механический элемент представляет собой видеокамеру, а биологический элемент состоит из пяти ос, которые натренированы собираться в рой при наличии определенного химического вещества.

## История
Учёный Александр Белл сделал популярным мнение о том, что запах трудноизмерим. В 1914г он заявил:
Можете ли Вы как-то измерить запах? Можете ли Вы каким-то образом измерить различие между разными запахами? Очевидно, что существуют разнообразные запахи — от запаха фиалок и роз до запаха асафетиды. Но пока Вы не можете измерять их сходство и отличие, запахи остаются вне науки. Если у Вас большие амбиции. так что Вы хотите найти новую науку — измерьте запах.

Александр Белл
Спустя десятилетия после этого высказывания такая наука не появилась, она не существовала до 1950-х, и после этой даты прогресс был незначителен..

## Принцип действия электронного носа
Электронный нос разрабатывался как устройство, имитирующее работу органов обоняния людей — то есть, он не разделяет отдельные компоненты, создающие запах, а реагирует на их совокупность в целом. Устройство состоит из приспособления для отбора проб воздуха, датчиков, и устройства обработки их сигналов. Обработка сигналов датчиков предназначена для получения «общей картины» воздействия, так чтобы результат обработки на выходе давал сигнал, характерный именно для данного запаха.
Основными частями устройства является пробоотборная система, блок детекторов и блок обработки сигналов.
Пробоотборная система обеспечивает получение воздуха с летучими химическими соединениями, и его транспортирование в блок детекторов. Она должна обеспечить стабильные условия работы блока детекторов.
Для выявления состава компонент, образующих запах, используется группа датчиков, по-разному реагирующих (меняющих свои электрические свойства) как на одно и то же вещество при разных концентрациях, так и на разные вещества при одинаковых концентрациях.
В большинстве подобных устройств каждый из разнородных датчиков реагирует на любое летучее вещество — но по-своему. Разнородные сигналы датчиков, получающиеся при адсорбции молекул газов, отправляются в вычислительный блок, где они обрабатываются в соответствии со статистической моделью.. А в биоэлектронных носах используется другой подход: применяют белки (proteins), реагирующие на конкретные молекулы, создающие запах.
В биоэлектронном носе используются обонятельные рецепторы — белки, клонированные из биологических организмов (например — из людей), которые связывают определённые молекулы с запахом. Одна группа разработала биоэлектронный нос, который имитирует орган обоняния человека, и добилась очень высокой чувствительности — устройство реагировало на фемто-молярные концентрации
Для электронных носов чаще всего используют:
- металло-оксидные полупроводники (MOSFET) — транзисторы, которые усиливают или подают/не подают электронные сигналы. Они работают за счёт того, что молекулы, попадающие в датчик, могут иметь или положительный, или отрицательный заряды, и это прямо влияет на электрическое поле внутри датчика. Попадание в детектор извне каждой дополнительной электрически заряженной частицы уникально влияет на транзистор, и меняет его сигнал так, что последний может быть обработан компьютером для распознавания воздействия. Фактически, каждая молекула выявляемого подобным устройством вещества даст свой неповторимый сигнал, который может быть обработан и распознан компьютером.
- Электропроводящие полимеры — органические полимеры, которые могут пропускать электрический ток.[7]
- Полимерные композиционные материалы — они похожи на электропроводные полимеры, но изготавливаются из не электропроводных полимеров с добавлением электропроводных материалов (например — сажи).
- кварцевые микровесы — измерение поверхностной массы (массы на единицу площади) за счёт измерения частоты (колебаний) кварцевого кристаллического резонатора. Результаты измерений (для эталонных образцов) могут записываться, и затем использоваться для сравнения с новыми результатами.
- Поверхностные акустические волны (SAW) — класс микроэлектромеханических систем (MEMS), использующих модуляцию поверхностных акустических волн для реагирования на внешнее физическое воздействие.[8]

В некоторых устройствах используются разные типы датчиков, объединённые в одно устройство, например — покрытые полимером кварцевые микровесы QCMs. Использование сигналов от разнородных датчиков позволяет повысить точность и чувствительность устройства.
В последние годы были разработаны электронные носы, использующие масс-спектрометрию или сверхбыструю газовую хроматографию для обнаружения молекул летучих соединений.
При обработке сигналов используется компьютер. Он проводит общий анализ совокупности сигналов, и выдаёт результат в таком виде, который можно легко интерпретировать. Кроме того, результаты измерений, сделанных с помощью электронного носа, можно связать с результатами измерений, сделанными другими способами (sensory panel, газовой хроматографией, хромато-масс-спектрометрией). Для анализа результатов используются различные системы их интерпретации, в том числе: искусственные нейронные сети (ANN), нечёткая логика и др.

## Проведение анализа
Сначала электронный нос должен быть «натренирован» — он должен распознать эталонные образцы так, чтобы у него имелась база данных для последующего сравнения. Затем устройство может распознавать новые запахи, сравнивая совокупность сигналов датчиков от них с теми сигналами, которые были записаны в базу данных при «обнюхивании» эталонных образцов. Это сравнение позволяет провести количественный или качественный анализ. При этом может возникнуть проблема, так как многие запахи образуются разными молекулами, и при обработке сигналов может произойти ошибка за счёт регистрации сигналов разных молекул как разных смесей — а это не соответствует главной функции носа, и приводит к некорректному и неточному результату.

## Применение
Электронный нос может использоваться в научно-исследовательских лабораториях, лабораториях контроля качества и на производстве для:

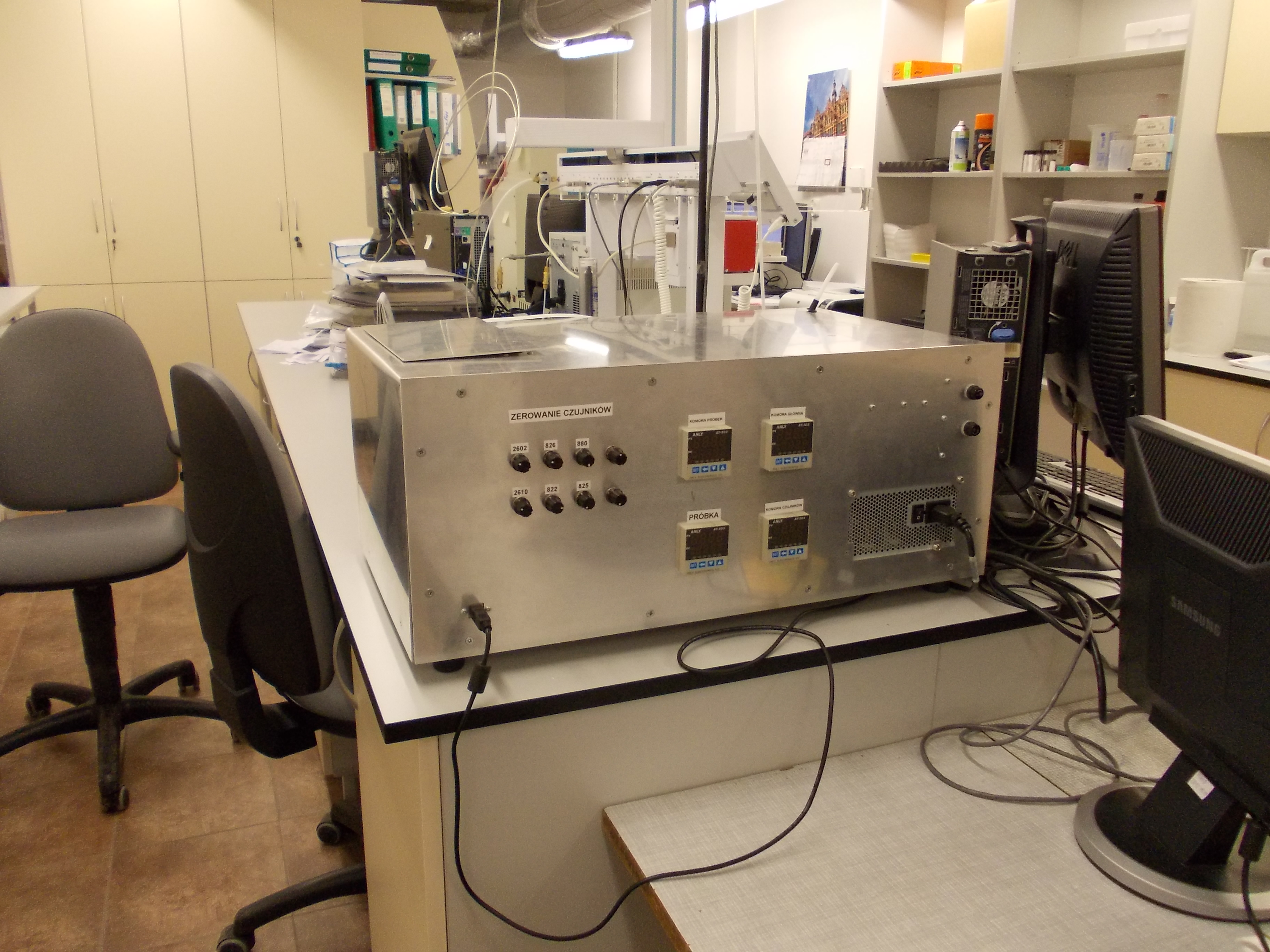
«Электронный нос», разработанный в Гданьском политехническом университете. Он позволяет быстро проводить анализ продуктов или образцов воздуха.

### В научно-исследовательских лабораториях и для контроля качества
- Соответствия свойств сырья, промежуточных и конечных продуктов
- Стабильность характеристик в разных партиях
- Обнаружение загрязнения, порчи и фальсификации
- Выбора изготовителя или поставщика
- Мониторинг условий хранения.

### На производстве
- Учёт нестабильности свойств сырья
- Сравнение с эталонным продуктом
- Измерение и сравнение влияния производственного процесса на продукцию
- Следующее-до чистки на месте эффективность процесса
- Расширения степени контролирования/мониторинга
- Контролирование чистоты

### Возможные и перспективные области применения электронного носа в здравоохранении и охране труда
- Обнаружение вредных и опасных бактерий, таких как MRSA (Methicillin-resistant Staphylococcus Aureus), по создаваемомоу ими запаху[12]. Это также позволяет распознать methicillinsusceptible S. aureus (MSSA) среди многих материалов/веществ. При размещении устройства в вентиляционной системе медучреждения это может выявить и соответственно предотвратить воздействие микроорганизмов на других людей или загрязнение оборудования многими опасными и заразными патогенными микроорганизмами.
- Обнаружение рака лёгких или другое диагностирование путём измерения концентрации летучих органических соединений, зависящей от состояния человека.[13][14]
- Контроль качества продуктов питания, так как электронный нос можно просто положить внутрь тары, и он однозначно покажет когда продукты начнут портиться; или использовать его для определения загрязнения бактериями или насекомыми.[15]
- Носовые имплантаты позволяют предупреждать о присутствии природного газа, у тех людей, который страдают потерей обоняния, или тех, у кого слабая обонятельная чувствительность.
- Brain Mapping Foundation использует электронный нос для обнаружения клеток рака в мозге.[16][17][18][19][20][21][22]

### Возможные и перспективные области применения правоохранительными органами
- То, что электронный нос способен обнаруживать вещества, не имеющие запах, делает его идеальным для полиции, так как собаки не всегда способны обнаружить запах наркотиков в присутствии других запахов. Но вряд ли это произойдёт до того, как стоимость электронного носа не снизится — это слишком дорогое устройство.
- Электронный нос также может использоваться для обнаружения взрывных устройств в аэропортах. При грамотном размещении нескольких устройств и компьютерной обработке их сигналов можно приблизительно определить местоположение взрывного устройства с погрешностью в несколько метров за считанные секунды.

### При защите окружающей среды
- Для выявления летучих органических соединений в образцах воздуха, воды и почвы.[23]
- Для защиты окружающей среды.[24]

В публикациях описано возможное применение в таких областях, как определение вкуса и запаха пищевых продуктов и напитков; в фармацевтике, парфюмерии и косметике; и в химической промышленности. Позднее стало возможно использовать такие устройства для контроля за состоянием атмосферы населённых пунктов в отношении раздражающих запахов. Поскольку у многих источников загрязнений выбросы могут быть очень непостоянны, электронный нос может использоваться для отслеживания изменений и общих тенденций (трендов), и для измерений в реальном масштабе времени. Это позволяет лучше определить, какие источники загрязнений наиболее важные, и улучшить регулирование загрязнением воздуха. Моделирование ситуации в реальном масштабе времени позволяет оператору лучше понять, в какие периоды времени и при каких условиях риск наибольший. Кроме того, имеющиеся в продаже коммерческие системы можно запрограммировать так, чтобы они активно предупреждали (людей о превышении концентрации, интенсивности запаха) для проведения соответствующих корректирующих мероприятий.

## Использование в средствах индивидуальной защиты органов дыхания (СИЗОД)
При использовании СИЗОД для защиты людей от газообразных воздушных загрязнений имеется ряд проблем. Существуют респираторы разных конструкций, и конструктивные отличия обуславливают различия в эффективности. Исправное и сертифицированное устройство не может надёжно защитить рабочего в случае его применения в таких условиях, на которое оно не рассчитано по самой своей конструкции. Поэтому стандарты по охране труда всех промышленно-развитых стран, регулирующие выбор и организацию применения СИЗОД в рамках полноценной программы респираторной защиты, обязывают работодателя корректно определить загрязнённость воздуха.
При использовании наиболее распространённых фильтрующих СИЗОД необходимо своевременно заменять противогазные фильтры, так как у всех типов фильтров срок службы ограничен. Ранее в СССР и других странах для этого в основном использовали субъективную реакцию органов чувств рабочего на проникание воздушных загрязнений под маску при насыщении сорбента. Однако оказалось, что во многих случаях это не позволяет заменять фильтры вовремя, и с 1996г в США это запретили. Для обеспечения своевременной замены фильтров предлагается, помимо прочего, использовать технологию электронного носа для распознавания появления вредных веществ в толще сорбента противогазного фильтра (End of Service Life Indicators, ESLI), что позволит заблаговременно предупреждать рабочего о необходимости покинуть загрязнённую атмосферу.

## Примеры работающих устройств

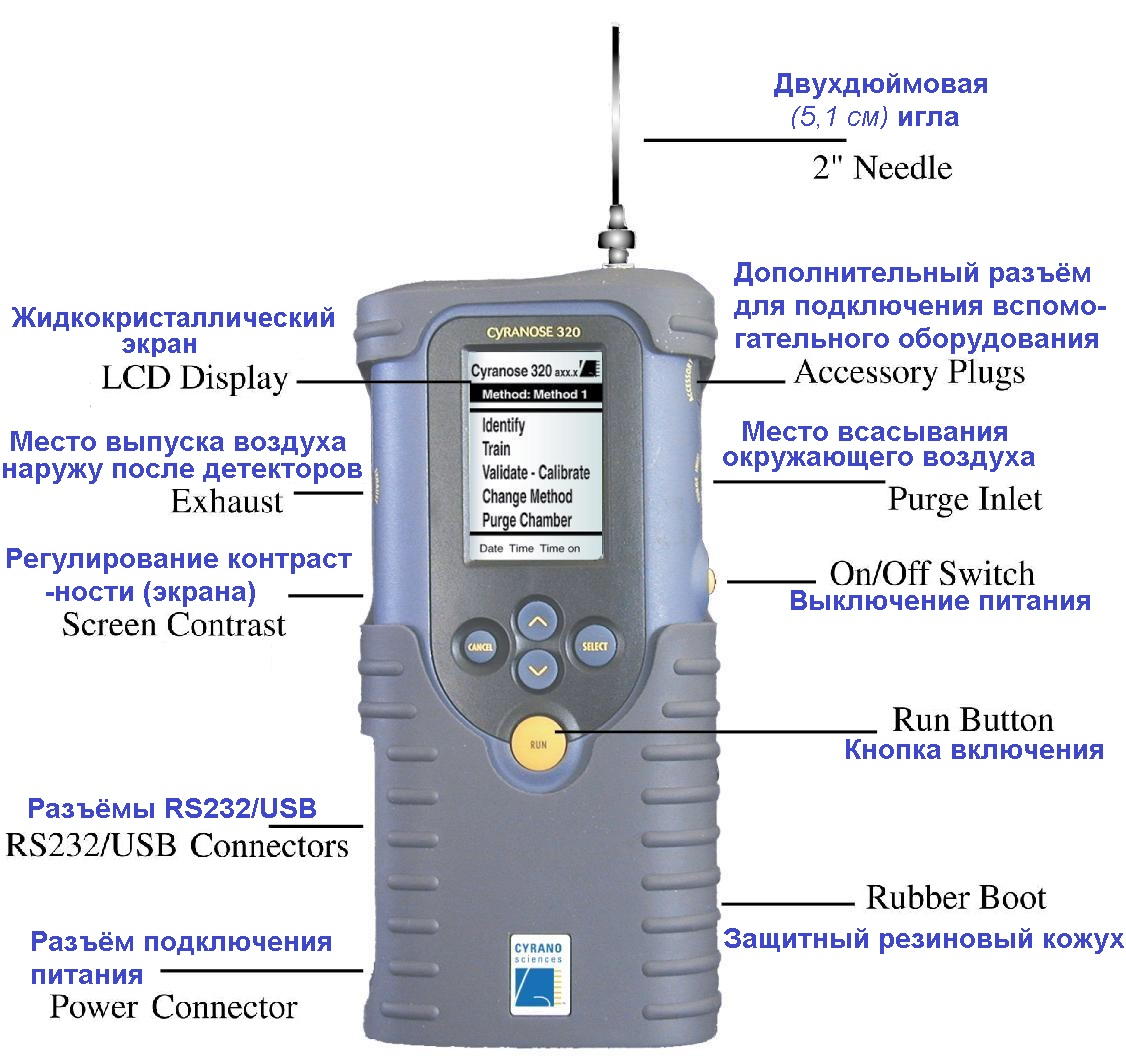
Электронный нос Cyranose 320, разработан компанией Cyrano Sciences Inc. из Пасадены (Калифорния) в 2000г

Устройство Cyranose 320 — это портативный электронный нос, разработанный компанией Cyrano Sciences Inc. из Пасадены (Калифорния) в 2000. Эта компания была основана в 1997г, через 9 лет после того, как идея создания электронного носа, использующего различные полу-избирательные датчики в сочетании с компьютерной обработкой их сигналов была впервые высказана Гарднером и Бартлетом.
Электронный нос Cyranose 320 разработан на основе исследований в области датчиков, проводившихся профессором Натаном Льюисом в Калифорнийском технологическом институте.
Этот электронный нос изучался как средство обнаружения ХОБЛ, и других заболеваний а также в промышленности для контроля качества и обнаружения загрязнений.